# Pioneer Venus

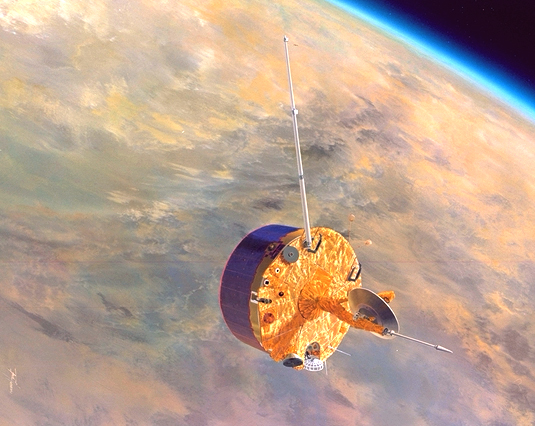
Pioneer Venus Orbiter.

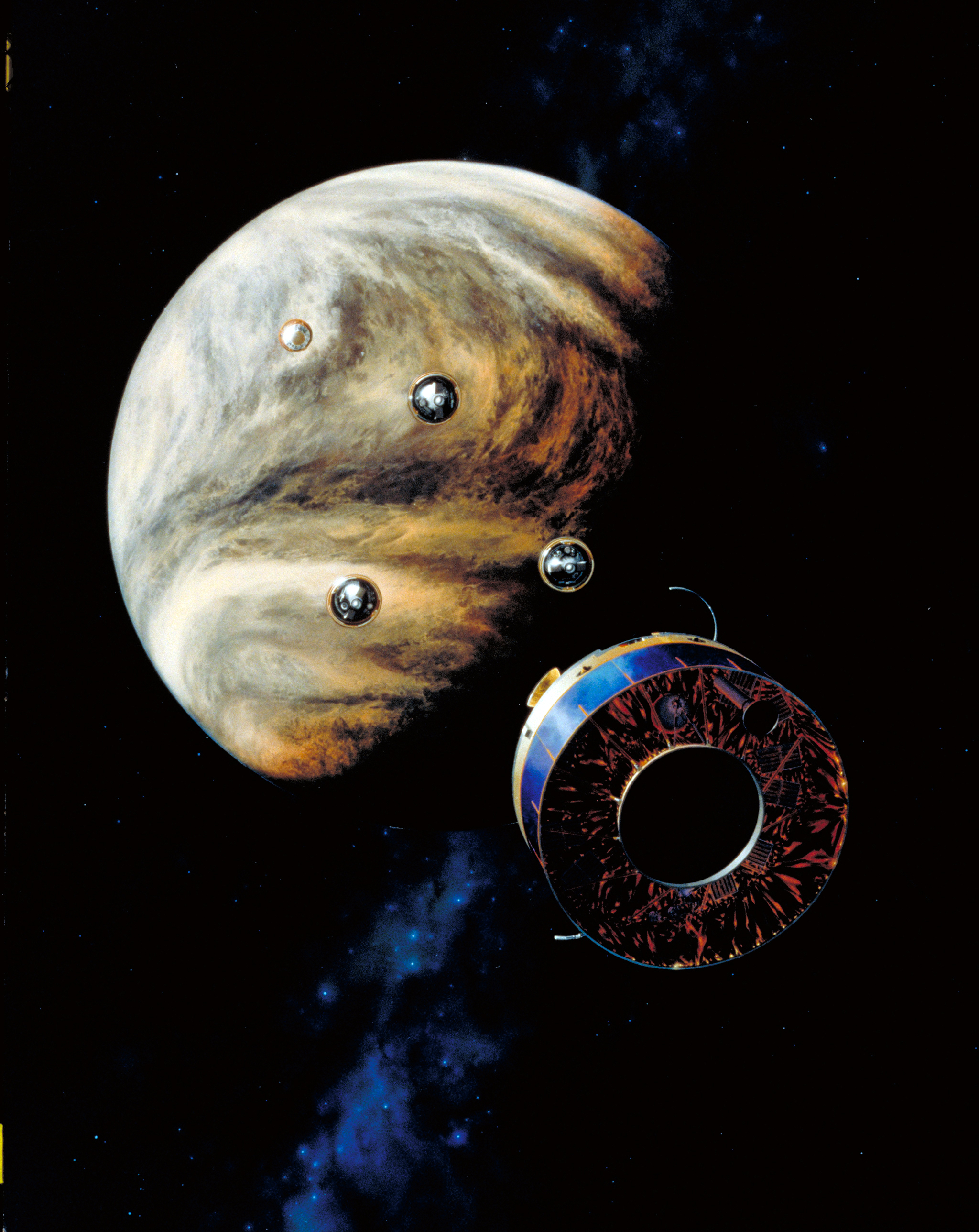
Pioneer Venus Multiprobe.

La missió Pioneer Venus va consistir en dues sondes, llançades per separat al planeta Venus el 1978. La Pioneer Venus 1, Pioneer Venus Orbiter o Pioneer 12 va estudiar el planeta des de la seva òrbita durant deu anys. La sonda Pioneer Venus 2, Pioneer Venus Multiprobe o Pioneer 13 va llançar quatre petites sondes a través de l'atmosfera venusiana. Ocasionalment les hi pot trobar també referides com Pioneer I i Pioneer J, respectivament.

## Pioneer Venus Orbiter
- Data de llançament: 20 de maig de 1978
- Coet: Atlas-Centaur
- Massa en òrbita: 517 kg

La Pioneer Venus Orbiter, també anomenada Pioneer 12, es va inserir en una òrbita el·líptica al voltant de Venus el 4 de desembre de 1978. El satèl·lit era un cilindre de 2,5 m de diàmetre i 1,2 m d'alt. Tots els instruments i els subsistemes de la nau espacial estaven muntats en l'extrem davanter del cilindre, excepte el magnetòmetre que estava al final d'un extensor de 4,7-m. Va ser fabricada per la Hughes Aircraft Company.
La Pioneer Venus Orbiter portava 17 experiments a bord, amb una massa total de 45 kg:
- Un fotopolarímetre per mesurar la distribució vertical dels núvols.

- Un radar de mapeig per determinar la topografia i les característiques de la superfície.

- Un radiòmetre per mesurar les emissions d'infrarojos de l'atmosfera de Venus.

- Un espectròmetre per mesurar la llum ultraviolada.

- Un espectròmetre de massa neutra per determinar la composició de l'atmosfera superior.

- Un analitzador de plasma per mesurar propietats del vent solar.

- Un magnetòmetre per investigar el camp magnètic en Venus.

- Un analitzador del camp elèctric per estudiar el vent solar i les seves interaccions.

- Una sonda de temperatura d'electró per estudiar les propietats tèrmiques de la ionosfera.

- Un espectròmetre de massa d'ió per caracteritzar la població d'ions ionosfèrics.

- Un retardador de partícules carregades per a l'anàlisi potencial de les partícules ionosfèriques.

- Dos experiments científics de radi per determinar el camp de gravetat de Venus.

- Un experiment d'ocultació de radi per caracteritzar l'atmosfera.

- Un experiment atmosfèric d'arrossegament per estudiar l'atmosfera superior.

- Un experiment de ràdio sobre la turbulència del vent atmosfèric i solar.

- Un detector de rajos gamma per registrar els esdeveniments relacionats amb rajos gamma.

## Pioneer Venus Multiprobe
- Data de llançament: 8 d'agost de 1978
- Coet: Atlas-Centaur

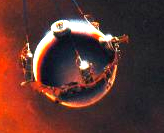
Visió artística de la Large Probe caient a través de l'atmosfera de Venus.

- Massa: 290 kg (suport), 315 kg (sonda principal), 90 kg (sondes menors)

La Pioneer Venus Multiprobe, també anomenada Pioneer 13, consistia en un suport que transportava una sonda principal i tres sondes menors, totes elles destinades a realitzar proves atmosfèriques. El suport transportador (Bus) comptava també amb dos experiments a bord.
La sonda principal, anomenada Large Probe o Saunder Probe estava equipada amb 7 experiments científics. Era una petita esfera de 73,2 cm de diàmetre (1,5 m amb les cobertes protectores de les quals es desfeia durant el descens). Les tres sondes menors, totes elles idèntiques, eren petites esferes que, amb la coberta protectora cònica de la qual al contrari que la Large Probe no es desprenien, feien 80 cm de diàmetre i portaven dos experiments cadascuna i van rebre els noms de North Probe, Day Probe i Night Probe.
| Objecte                     | Hora d'entrada en l'atmosfera | Hora d'impacte en la superfície | Massa (kg) | Latitud           |
| Pioneer Venus (Bus)         | 20:21:52                      | ¿?                              | 290        | 37.9° S, 290.9° E |
| Pioneer Venus - Large Probe | 18:45:32                      | 19:39:53                        | 300        | 4.4° N, 304.0° E  |
| Pioneer Venus - North Probe | 18:49:40                      | 19:42:40                        | 90         | 59.3° N, 4.8° E   |
| Pioneer Venus - Day Probe   | 18:52:18                      | 19:47:59                        | 90         | 31.3° S, 317.0° E |
| Pioneer Venus - Night Probe | 18:56:13                      | 19:52:05                        | 90         | 28.7° S, 56.7° E  |

## Desenvolupament de la missió
La sonda més gran va ser desplegada el 16 de novembre de 1978, i les tres petites ho van fer el 20 de novembre. Les quatre sondes van entrar en l'atmosfera de Venus el 9 de desembre, seguides pel vehicle que les portava. En el cas de la Large Probe, després de desaccelerar durant l'entrada atmosfèrica inicial fins a uns 11,5 km/s, a prop de l'equador, es va desplegar un paracaigudes a 47 km altitud, desprenent-se de les cobertes protectores. Posteriorment, en trobar-se sota la capa de núvols, va deixar anar el paracaigudes per accelerar el descens. Les sondes menors no anaven dotades de paracaigudes ni sistemes de desacceleració, entrant en l'atmosfera en caiguda lliure.
Encara que no s'esperava que cap de les sondes sobrevisqués al descens, una de les sondes (la Day Probe) va continuar operant fins a 45 minuts després d'arribar a la superfície. El vehicle orbitador de la Pioneer Venus va ser inserit en una òrbita el·líptica al voltant de Venus el 4 de desembre de 1978. El 1991 va realitzar mesuraments conjunts amb la sonda Magallanes i va funcionar fins a esgotar el seu combustible de maniobra, moment en què va perdre la seva orientació. L'agost de 1992 va entrar en l'atmosfera de Venus i va ser destruïda.